# Kościół i klasztor teatynów w Horodence
Kościół Niepokalanego Poczęcia Najświętszej Maryi Panny i klasztor Misjonarzy w Horodence – dawny rzymskokatolicki kościół w Horodence przy ul. Włodzimierza Wielkiego 1 (ukr. вул. Володимира Великого, 1), uważany za jeden z najcenniejszych zabytków późnobarokowej architektury i rzeźby XVIII w. w całej Rzeczypospolitej.

## Historia i architektura
23 sierpnia 1743 ówczesny właściciel Horodenki starosta kaniowski Mikołaj Bazyli Potocki dokonał zapisu na kościół w tym mieście. Świątynię zaprojektował lwowski architekt Bernard Meretyn. Dekorację wnętrza wykonali wspólnie Meretyn i Johann Georg Pinsel. Ich głównym dziełem był wspaniały ołtarz główny, ozdobiony monumentalnymi rzeźbami. Pinzel wyrzeźbił również ołtarze boczne i bogato ornamentowaną ambonę. 
Przy kościele wzniesiono klasztor księży misjonarzy. W 1760 odbyła się konsekracja całego zespołu. W 1784 władze austriackie skasowały klasztor, umieszczając z nim najpierw szpital, a następnie magistrat. Od tej chwili kościół został przekształcony z zakonnego w parafialny. 
W 1866 kościół był restaurowany. Wymieniono wówczas dach. Kolejna restauracja miała miejsce w latach 1905–1906 pod nadzorem architekta Zygmunta Gorgolewskiego. Kolejny raz odrestaurowano kościół w latach 20. XX w.; usunięto wówczas uszkodzenia powstałe w 1915 w wyniku pierwszej wojny światowej. 
Po drugiej wojnie światowej Polacy z Horodenki i okolic zostali wysiedleni. Ostatni tutejszy proboszcz, ks. Michał Sobejko zabrał ze sobą łaskami słynący obraz Matki Bożej Horodeńskiej, umieszczając go w kościele Wniebowzięcia NMP w Kępnicy (diecezja opolska). 
Kościół w Horodence został zrujnowany, przepadła większość rzeźb Pinsla. W budynkach klasztoru mieściły się m.in. koszary i zakład włókienniczy. 
Po 1991 kościół został przekazany ukraińskiemu kościołowi greckokatolickiemu. Od tamtego czasu w kościele trwa permanentny remont.
Resztki wyposażenia znalazły się w muzeum Pinsla urządzonym w 1996 w byłym kościele klarysek we Lwowie. 

## Architektura
Monumentalną fasadę trzynawowej bazyliki flankują dwie wieże wzniesione na planie kwadratu, wysunięte do przodu i zwieńczone niskimi hełmami. Pomiędzy wieżami znajduje się bogato dekorowany, barokowy szczyt.  Fasadę zdobią pilastry zwieńczone korynckimi kapitelami i gzymsy.
Od strony północnej do kościoła przylega zbudowany w tym samym czasie piętrowy budynek klasztoru. Naprzeciwko wieży południowej kościoła znajduje się kolumna z figurą Najświętszej Maryi Panny Niepokalanie Poczętej (1751), dłuta Pinsla.

## Kościół Franciszkanów w Przemyślu
- Kościół Franciszkanów w Przemyślu